# Antonio Araldi
Pour les articles homonymes, voir Araldi.
Antonio Araldi, de son nom complet Giuseppe Antonio Araldi, né le 7 mars 1819 à Modène et mort le 9 janvier 1891 à Bologne, est un général et un homme politique italien. 

## Biographie
Antonio Araldi naît le 7 mars 1819 à Modène de Gaetano et d'Angela Magonza.
Dans sa jeunesse, il est professeur de mathématiques à l'université de Bologne. En 1848, il quitte son poste de professeur pour participer comme volontaire à la première guerre d'indépendance contre l'Empire austro-hongrois. Il obtient ensuite la citoyenneté sarde et enseigne à l'école d'infanterie d'Ivrée.
En 1855-1856, il participe, avec le grade de capitaine, à la guerre de Crimée. Il participe également à la seconde guerre d'indépendance où il se distingue pour ses mérites de guerre et reçoit une médaille d'honneur en argent à la bataille de Solferino et de San Martino. Plus tard, il est le collaborateur du général Manfredo Fanti.
En 1875, il est nommé général de division et est affecté au commandement de la forteresse de Mantoue. Avant sa retraite, il est aide de camp honoraire de Vittorio Emanuele II.
Son attachement à la vie militaire ne l'empêche pas de s'occuper de politique, il est élu député pour les IXe et Xe législatures au collège de Carpi et pour les XVe, XVIe et XVIIe au collège de Modène; il soutient Depretis et Crispi.
Il meurt le 9 janvier 1891 à Bologne.

## Distinctions honorifiques

### Distinctions italiennes
- Grand Officier de l'Ordre des Saints-Maurice-et-Lazare
- Grand Officier de l'Ordre de la Couronne d'Italie
- 2 médailles d'argent pour la valeur militaire
- Médaille commémorative des campagnes des guerres d'indépendance
- Médaille en souvenir de l'unification de l'Italie

### Distinctions étrangères
- Médaille de Crimée
- Turkish Crimea Medal (en)
- Médaille commémorative de la campagne d'Italie